# Roger Gamble
Roger R. Gamble (Deer River, 11 december 1932) is een Amerikaans diplomaat. Hij was van 1993 tot 1996 ambassadeur in Suriname.

## Biografie
Roger Gamble werd geboren in Deer River in de staat Minnesota. Hij behaalde zijn bachelorgraad aan de Bemidji State College in Minnesota en zijn master aan de Eastern New Mexico University in Portales in New Mexico. Van 1950 tot 1954 was hij in dienst van de U.S. Air Force.
Hij werd in 1964 aangenomen bij het ministerie van Buitenlandse Zaken. Vanaf 1966 werd hij uitgezonden naar diplomatieke posten in de Filipijnen, Mexico, Bolivia, Argentinië, Ecuador, Nicaragua, Guatemala en Antigua en Barbuda.

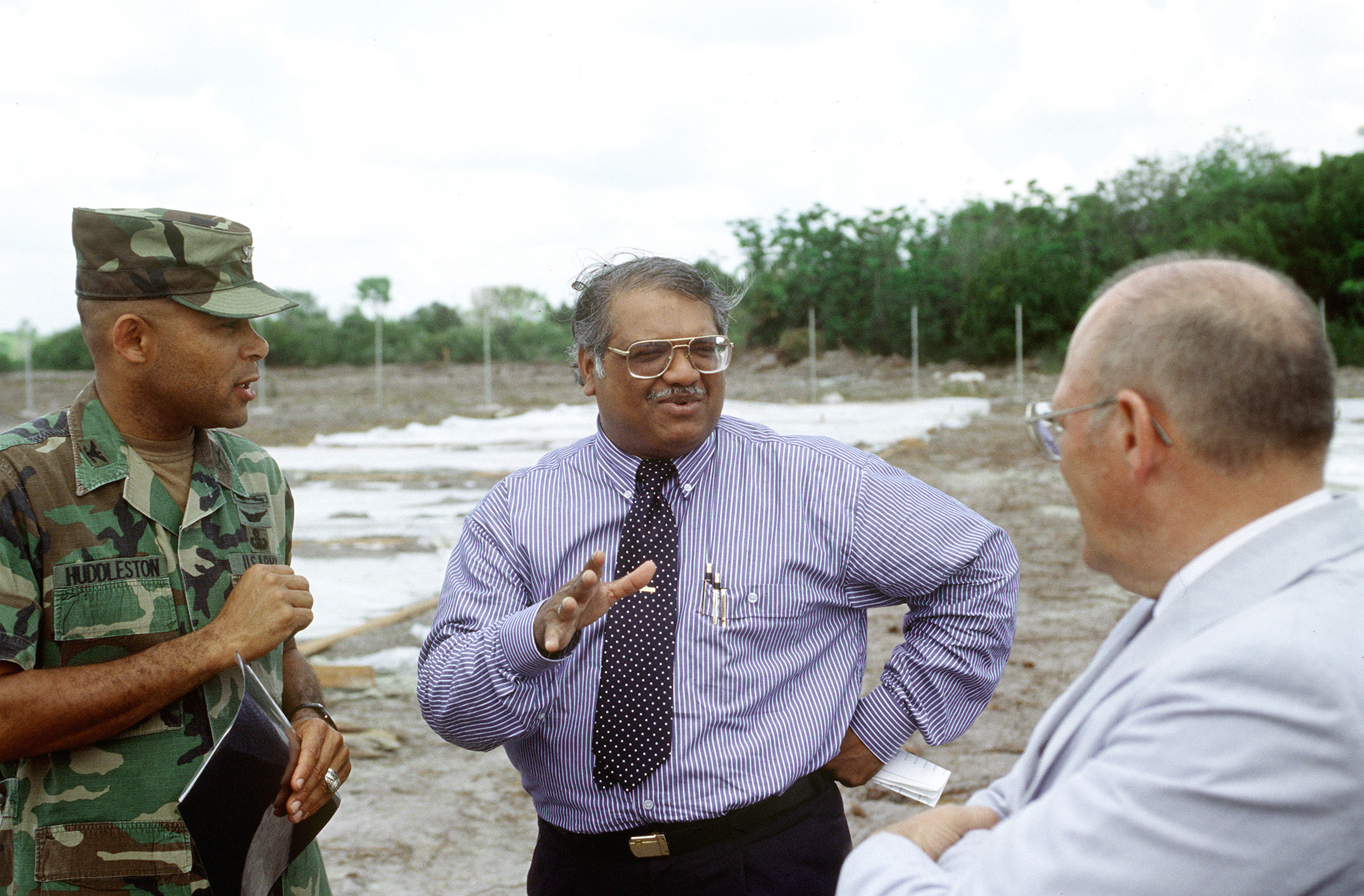
Gamble (rechts) in gesprekt met Subhas Mungra, 1994

Op 8 oktober 1993 werd hij benoemd tot ambassadeur van Suriname. Hij overhandigde zijn geloofsbrieven op 23 november van dat jaar en bleef aan tot 20 september 1996.
Gamble was lid van de Americans Society en de American Legion. Hij werd in Ecuador onderscheiden met de Orden Nacional al Mérito en ontving in eigen land de Presidential Meritorious Honor award.